# 瓦伊納庫柳峰
16°59′11″S 67°20′44″W / 16.98639°S 67.34556°W
瓦伊納庫柳峰（Wayna Khunu Qullu），是玻利維亞的山峰，位於該國西部拉巴斯省，處於哈查庫諾科庫柳山東南面，屬於安第斯山脈中基姆薩克魯斯山脈的一部分，海拔高度5,640米。